# Felipinho (calciatore 2001)
Felipinho, pseudonimo di Antônio Feliphe Costa Silva (Boa Vista, 18 ottobre 2001), è un calciatore brasiliano, difensore o centrocampista dell'Athl. Paranaense.

## Caratteristiche tecniche
Inizialmente terzino sinistro, nelle giovanili del São Raimundo-RR è stato trasformato in centrocampista difensivo.

## Carriera
Felipinho è cresciuto nel settore giovanile del São Raimundo-RR, con cui ha debuttato in prima squadra il 21 ottobre 2020 nell'incontro di Série D perso 1-0 contro il River. Il 23 dicembre seguente ha segnato il suo primo gol in carriera, nella finale del Campionato Roraimense vinta 4-1 contro il GAS.
Nel marzo del 2021 è stato ceduto al Ponte Preta, dove ha trascorso due stagioni con le formazioni Under-20 e Under-23. Ha debuttato con la prima squadra del club bianconero il 15 febbraio 2023 nell'incontro del Campionato Paulista vinto 2-0 contro il Linense. In breve tempo ha iniziato ad essere impiegato con continuità da titolare.
Il 14 febbraio 2024 è stato acquistato a titolo definitivo dall'Athl. Paranaense, con cui ha esordito nella prima divisione brasiliana.

## Statistiche

### Presenze e reti nei club
Statistiche aggiornate al 14 giugno 2024.
| Stagione        | Squadra          | Campionato      | Campionato | Campionato | Coppe nazionali | Coppe nazionali | Coppe nazionali | Coppe continentali | Coppe continentali | Coppe continentali | Altre coppe | Altre coppe | Altre coppe | Totale | Totale | Totale |
| Stagione        | Squadra          | Comp            | Pres       | Reti       | Comp            | Pres            | Reti            | Comp               | Pres               | Reti               | Comp        | Pres        | Reti        | Pres   | Reti   |        |
| --------------- | ---------------- | --------------- | ---------- | ---------- | --------------- | --------------- | --------------- | ------------------ | ------------------ | ------------------ | ----------- | ----------- | ----------- | ------ | ------ | ------ |
| 2020            | São Raimundo-RR  | PD/RR+D         | 3+3        | 1+0        | CB              | 0               | 0               |                    | -                  | -                  | CV          | 1           | 0           | 7      | 1      |        |
| 2023            | Ponte Preta      | A2/SP+B         | 7+30       | 0+1        | CB              | 1               | 0               |                    | -                  | -                  |             | -           | -           | 38     | 1      |        |
| 2024            | Ponte Preta      | A1/SP+B         | 6+0        | 1+0        | CB              | 0               | 0               |                    | -                  | -                  |             | -           | -           | 6      | 1      |        |
| 2024            | Athl. Paranaense | A1/PR+A         | 7+5        | 0          | CB              | 1               | 0               | CS                 | 3                  | 1                  |             | -           | -           | 16     | 1      |        |
| Totale carriera | Totale carriera  | Totale carriera | 60         | 3          |                 | 2               | 0               |                    | 3                  | 1                  |             | 1           | 0           | 66     | 4      |        |

## Palmarès

### Club

#### Competizioni statali
- Campionato Roraimense: 1

São Raimundo-RR: 2020